# Gut Nustrow
Das Gut Nustrow ist ein denkmalgeschütztes ehemaliges Landgut in Nustrow in Mecklenburg-Vorpommern. Die Anlage befindet sich am Nordrand des Ortes. Heute beherbergt das Herrenhaus einen Hotelbetrieb.

## Baubeschreibung

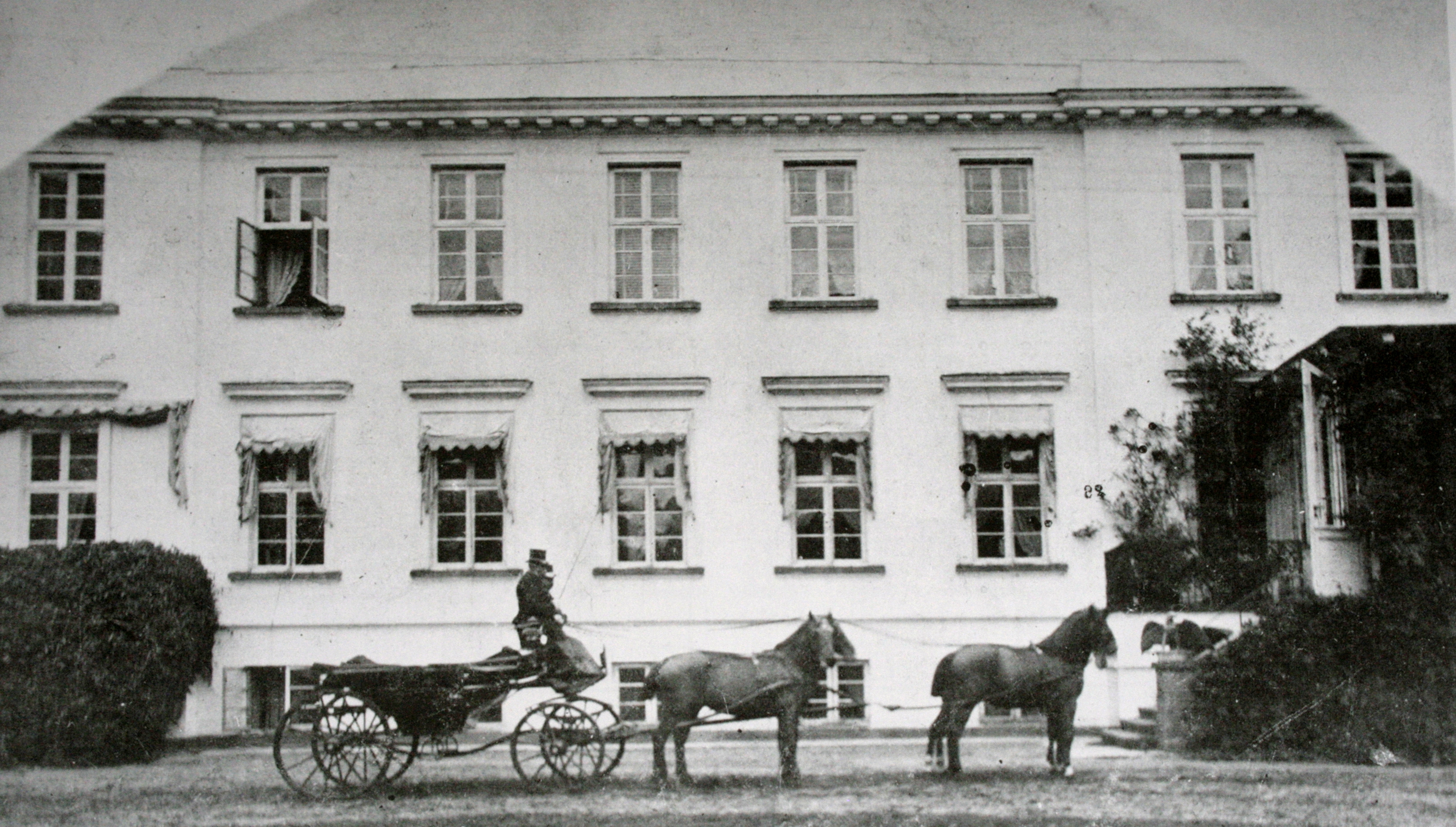
Südseite des Herrenhauses auf einer Fotografie vom Ende des 19. Jahrhunderts

Bei dem Herrenhaus handelt es sich um einen klassizistischen, rechteckigen Bau in Ost-West-Ausrichtung. Im Osten der Nordfassade und damit auf der straßenabgewandten Seite erstreckt sich der schmale, zweigeschossige Flügel nach Norden, der von der älteren Bausubstanz verblieben ist. Über einem als Souterrain ausgeformten Keller mit Granitsockel liegen zwei Vollgeschosse. Die Fassade ist mit elf Fensterachsen mit rechtwinkligen Sprossenfenstern gestaltet. Zwei kaum nach Süden hervorspringende Risalite an den Rändern des Baukörpers umfassen jeweils drei Fensterachsen. Der ursprüngliche Eingang mit einer repräsentativen, zweiläufigen Außentreppe führt in den rechten (östlichen) Risalit. Ein weiterer Eingang mit einer einläufigen Außentreppe in den linken Risalit wurde später angelegt. Der Fassadenputz weist ein Gesimsband oberhalb des Kellers und kleine Simse über den Fenstern auf. Der einst kräftig ausgestaltete Zahnfries am Dachgesims ist an der Straßenfassade nicht mehr vorhanden. Die Seitenfassade war mit Lünetten über den Fenstern im Obergeschoss der Seitenfassaden gestaltet, die zwischenzeitlich zugemauert waren, heute aber wieder hergestellt sind. Kymatien schmücken die Lünetten. Das Dach ist als Krüppelwalmdach ausgeformt, das des Nebenflügels als einfaches Satteldach.
Der östliche Teil des Haupthauses wird im Inneren des Erdgeschosses durch die mit drei Säulen gegliederte Eingangshalle bestimmt. Ein Festsaal dominiert die westliche Gebäudehälfte. Hervorstechendes Einrichtungsmerkmal dieser Räume ist das weitgehend erhaltene und mit zweifarbigen Hölzern kunstvoll gemusterte Parkett. Der Festsaal trägt zudem gut erhaltene Deckenmalerei mit Sphingen- und Greifenmotiven.
Der Park des Guts weist unter anderem eine bis heute erhaltene Lindenallee sowie mehrere ältere Einzelbäume auf. Von den umliegenden Wirtschaftsgebäuden haben sie eine Fasanerie und der Rundbau eines Bienenhauses erhalten; beide in Fachwerkausführung vom Ende des 19. Jahrhunderts. Der Schweinestall wurde abgerissen, die Orangerie und mehrere Wirtschaftsgebäude wurden so stark umgebaut, dass ihr ursprünglicher Charakter nicht mehr zu erkennen ist.

## Vorgängerbauten

Schloss Nustrow mit Burg-Anlagen 1758

Schloss Nustrow 1825

Spätestens im 15. Jahrhundert (Erstnennung 1425) befand sich Nustrow im Besitz der Adelsfamilie von Behr. Wann die Behrs dort ihre erste Burg errichteten, ist unklar. Fest steht allerdings, dass diese Burg 1420 während einer Fehde von Truppen der Städte Greifswald und Stralsund geschleift wurde. Der Nachfolgebau, bereits mit Schloss-, statt mit Burgcharakter, aber noch mit Wassergräben, entstand zu Beginn des 16. Jahrhunderts. 1794 verkaufte Georg Christoph von Behr das Gut und das Dorf Nustrow an das Haus Schack. Zu diesem Zeitpunkt befand sich das Schloss in einem sehr schlechten Bauzustand. Dennoch scheinen die neuen Besitzer die Anlage bewohnt zu haben, denn 1811 starb dort der vormalige dänische Oberhofmarschall Engel Karl Ernst von Schack (* 1750). Sein Sohn Ernst (Peter) von Schack (1783–1842), seit 1813 mecklenburgischer Landdrost, ließ 1830 das alte Herrenhaus abreißen. Lediglich die Grundmauern und ein neuerer Flügel, der aber noch vor 1800 errichtet worden war, blieben stehen.
Über dem Eingang des Herrenhauses befand sich das Wappen der Behr. Die Behrs der Rügener Linie hatten hier einen eigenen Zweig Behr-Nustrow mit dem Sitz in Nustrow gegründet, mit den weiteren Besitzungen Grammow, Breesen, Nütschow, Lübchin und Stassow.
Die Wassergräben der burgähnlichen Anlage wurden vor 1825 mit den Erdmassen der planierten Wälle zugeschüttet.

## Geschichte
Spätestens 1837 war der Bau des neuen Herrenhauses unter Ernst Peter von Schack beendet. Die Anlage wird dem Architekten Carl Theodor Severin zugeschrieben, was aber nicht zweifelsfrei belegt werden kann. Der Gutsbesitz wurde 1907 alldifiziert. Das Herrenhaus verkaufte Hans Emeke Karl Arthur von Schack 1912 an den Reiteroffizier Prömmel, Kommandant des Parchimer Dragonerregiments. Prömmel wurde 1945 von Soldaten der Roten Armee gemeinsam mit seiner Tochter im Schweinestall des Guts ermordet. Ihr Grab im Park des Herrenhauses ist heute mit einem Findling markiert. In der DDR diente das Gut als Wohn- und Gemeindehaus. Der Enkel des letzten Gutsbesitzers, Klaus Prömmel, pachtete 1991 das Gut mit seiner rund 800 Hektar großen Landwirtschaft und kaufte 1998 das Herrenhaus von der Tessiner Wohnungsbaugesellschaft.